# USS John F. Kennedy (CVN-79)
PCU John F. Kennedy (CVN-79) is een Amerikaans
supervliegdekschip. Het naamsein wijst erop dat dit het 79ste vliegdekschip (CV)
van de Amerikaanse marine is en is voorzien van nucleaire aandrijving (N).
Op 29 mei 2011 kondigde het Amerikaanse ministerie van defensie aan dat het schip vernoemd zal worden naar John F. Kennedy (1917-1963), de 35e President van de Verenigde Staten, die in de marine dienstdeed in de Tweede Wereldoorlog. Het is het tweede schip in de Gerald R. Ford-klasse die in ontwikkeling is. Het vlaggenschip van deze klasse is de in 2017 in dienst gestelde USS Gerald R. Ford. Op 25 februari 2011 werd de First Cut of Steel ceremonie gehouden bij Newport News Shipbuilding. Deze ceremonie luidde de formele start van de bouw van de John F. Kennedy in. In 2013 werd door het Government Accountability Office bevolen de bouw uit te stellen tot de problemen met de kosten van de Gerald R. Ford opgelost waren. Daardoor kwam het vliegkampschip pas in 2020 in dienst. Het vervangt een van de vroegere schepen uit de huidige Nimitz-klasse. 